# Sitz im Leben
Sitz im Leben (nemško Sitz im Leben - izgovori: mednarodno: ˈzɪts ʔɪm ˈleːbm̩; preprosto: zic im lebn) je izraz, ki se uporablja predvsem v svetopisemski hermenevtiki in kritiki ter pomeni upoštevanje vseh okoliščin, ki bi mogle vplivati na pomen določene besede, stavka, poglavja ali celotne knjige svetega pisma. To je nemška besedna zveza, ki bi jo dobesedno prevedli kot "nastavitev v življenju" oziroma "postavitev v življenje", "sedež v življenju". Samo reklo hoče označiti okoliščine, v katerih je neka beseda, besedilo ali predmet nastal, njegovo vlogo, pomen in namen v tistem času. "Sitz" pa uporabljajo tudi na drugih področjih in v drugih panogah: tako za označevanje socialnega, etničnega in kulturnega okolja kakega mesta v različnih virih v določenem obdobju. Pri razlagi neke besede, besedila, besedne zveze, predmeta ali dežele je treba torej upoštevati „nastavitev v življenju“; le tako je možna pravilna razlaga.

## Izvor
Izraz Sitz im Leben izvira od nemškega protestantskega teologa Gunkela, ki ga je prvič omenil pri razlagi Svetega pisma stare zaveze. 
V zadnjem času se prebuja zanimanje tudi za druge zgodovinske vidike. Po eni strani temeljiteje preučujejo položaj Jezusa kot začetnika izročenih ali zapisanih besed in dejanj v novi zavezi, kar imenujejo zaradi časovnega prvenstva "prvi Sitz im Leben"; izsledke dosedanjih oziroma nedavnih raziskav imenujejo „drugi Sitz im Leben”; preučevanje življenja in okoliščin avtorjev ali urejevalcev evangelijev, ki so dajali ustnemu izročilu končno obliko, pa imenujejo »tretji Sitz im Leben«.
Izraz „Sitz im Volksleben“ ("dogodek v življenju ljudstva") je bil prvič uporabljen leta 1906, izraz „Sitz im Leben“ pa 1918. Ta izraz so uporabljali pri klasični oblikovni kritiki, kot razlaga Chris Tuckett:
"Izraz ’Sitz im Leben’ je bil uporabljen na precej nenavaden način s klasično oblikovno kritiko. Izraz pa je pravzaprav družbene narave in opisuje značilne razmere v kateri koli skupnosti". Pomen besedila je torej vezan na njegovo vlogo v skupnosti, kakor tudi besedno-jezikovni pomen v družbeni stvarnosti.
Poleg tega je treba pri razlagi svetopisemskih prerokb upoštevati tudi Sitz im Buch, kar pomeni tretje reklo v pomenu "postavitev v knjigi". Omenimo naj, da je od 45 starozaveznih kar 16 preroških knjig, medtem ko je taka v novi zavezi le ena, in sicer Razodetje. So pa različne prerokbe raztresene po celotnem svetem pismu. Prerokbe so že po svoji naravi skrivnostne in je njihov pomen večkrat kot zamegljen; zato ne čudi, da nekatera mesta celo ugledni razlagalci tolmačijo na različne načine; ali pa isti učenjak na več načinov razlaga eno in isto mesto. Ugotoviti je treba torej najprej, kakšna književna vrsta je v osnovi kake knjige, nato pa tudi okoliščine, v katerih je nastala - kakor tudi povezavo s podobnimi mesti ter z drugimi deli najprej te knjige, potem pa povezavo s celotnim svetim pismom. 

### Uporablja se predvsem pri raziskovanju Svetega pisma
Nekatere moti, češ da zveni celo zavajajoče, ker se izraz "Sitz" uporablja le v svetopisemskem okolju.Sicer drži, da se je prvotno uprorabljal „Sitz im Leben“ le v okviru raziskovanja svetopisemskih odlomkov glede na njihovo prvotno vlogo in značilne okoliščine; nič čudnega torej, da je iz teologije prešel naravnost v jezikoslovje.
Tako danes pristopajo z "Sitz-em" razgledani strokovnjaki ne le k preučevanju in razlagi svetega pisma, ampak brez predsodkov tudi k razvozlavanju drugih podobnih gordijskih vozlov in sicer ne le z uporabo ene same znanstvene metode, ampak interdisciplinarno, tj. z uporabo vseh ustreznih znanstvenih metod. Danes je torej na splošno sprejeta uporaba ustreznih metod na različnih področjih, kjer jih je mogoče uporabljati.
Končno lahko ugotavljamo, da nobenega svetopisemskega odlomka ni mogoče popolnoma razumeti brez upoštevanja njegovega "Sitz-a"; še več: življenja izraelskega ljudstva ali prakrščanske skupnosti ne moremo opisati zadovoljivo, če ne upoštevamo tudi njihovih različnih razmer in okolja, v katerem so živeli; zaradi zgodovinske oddaljenosti in pomanjkanja prvotnih virov je to nelahka, včasih celo nemogoča zadeva.

### Uporaben tudi na drugih področjih
Profesor Grošelj je že takoj ob odkritju 1966 to metodo in izraz sprejel ter uporabljal tudi pri klasični filologiji, češ da mora „Sitz im Leben“ spremljati znanstveno raziskovanje in razlaganje posameznih besed in besednih zvez, pojmov in besedil, da se lahko dobi celostna podoba neke stvarnosti - tudi na področju klasičnih jezikov; od teh pridejo pri nas v poštev zlasti latinščina, grščina in hebrejščina. To je s pridom udejanjal tudi raziskovalec in prevajalec Gantar in njun vsestransko izobraženi slušatelj, duhovnik Franc Milavec, pri preučevanju sumerščine.
Izvedenec na tem področju - kanadski učenjak Lapointe - poudarja izredno in nesporno mesto, ki ga "Sitz" zavzema ne le pri sodobni celoviti razlagi svetega pisma - pa najsi gre za novo ali staro zavezo -, ampak ga s pridom uporabljajo tako literarni kritiki kakor zgodovinarji, pa tudi arheologi in teologi. Sodobne razprave o književnih zvrsteh so bile uspešne prav zaradi uporabe "Sitz-a", četudi po Van der Ploegu predstavlja ravno "Sitz" »Ahilovo peto tovrstnega raziskovanja (Gattungsforschung)«. Tako si temeljite dejavnosti na teh področjih danes brez uporabe "Sitz-a" niti ne moremo več predstavljati.
Predvsem po zaslugi te metode in njenega ustvarjalca Gunkela so odkrili popolnoma novo razsežnost biblije, ki je literarna kritika in zgodovina dotlej nista opazili in sicer navezavo besedil na konkretno življenje Izraela oziroma prakrščanske skupnosti. Patriarhalne zgodbe lahko povežemo z drugim tisočletjem pr. Kr., torej s plemenskim okoljem in njegovim načinom razmišljanja (tako H. Gunkel in H. Gressmann). "Sitz" nam tako odkriva, da je sestavo večine psalmov mogoče slediti nazaj do prvega templja in njegovih bogoslužnih obredov in ne le do makabejskega obdobja - kot so menili nekateri biblicisti.

## Nazorni zgledi

### Bogoslužje
- Klasični zgledi za "Sitz im Leben" novozaveznih besedil so misijonski nagovori, uvodne misli pred branjem beril in evangelijev v bogoslužju, kakor tudi nagovori in razlage osrednjih besedil in formul pri krstu in pri maši, kakor tudi pridige, zlasti homilije.
- „Sitz“ pri Ave verum[19] je povzdigovanje hostije pri maši oziroma izpostavitev Najsvetejšega oziroma Rešnjega telesa v monštranci - najsi bo pri češčenju ali procesiji.

### Otroške igrice
„Sitz im Leben“ pri odštevanju otrok dobi pomen navadno le v skupini tudi takrat, kadar osnovnega pomena besedila morda (več) ne razumemo. Primerov najdemo za to v vseh jezikih: 
1. „Ene mene Miste, es rappelt in der Kiste…“ (nemško) – pri tem odštevanju izbirajo otroci tistega, ki bo začel igro.
2. „Eroplan čez goro gre, bombe meče: ena, dve… en, dva, tri – pojdi ven zdaj ti“. „Sitz“ nam razloži, da je ta odštevanka, ki je sicer žalostno razumljiva, nastala med Drugo svetovno vojno in so jo otroci uporabljali še dolgo potem; medtem pa pri nekaterih odštevankah ne vidimo drugega pomena kot odštevanje, saj je morda pravi pomen besedila zavit v davni preteklosti; zato je njihov „Sitz“ preprosto v razlagi, da je to pač besedilo, ki je povezano z otroško igro:
3. „Ekate pekate cuker kufe, abule, babule, domine.“ (otroška odštevanka)
4. „An tan tantari, sivi savi kavari, kavaraka primi saka, vija-vaja-ven!“ (prav tako odštevanka iz mojega otroštva; *1944)
5. "Ante pante populore - Kocle vrate cvilelore". Tako govorijo otroci še danes v Železni Kapli, kadar na Svečnico spuščajo po hudourni rečici Beli prižgane svečke v malih cerkvicah. Kocelj - hišni gospodar - se je baje pred davnim časom razhudil nad razgrajanjem otročadi pri tem običaju; ko je nato Kocelj jezen odšel noter, je zaloputnil hišna vrata, ki so pošteno zacvilila; tako je prišel v to nedolžno otroško pesmico - običaj je nastal ob hudi povodnji, ki je poštedila le cerkev - tudi on "kot Pilat v Kredo".[20].

### Uspavanke
"Sitz im Leben" postavlja določene besede, besedne zveze ali dogodke v njihov pravi okvir; take primere poznajo skoraj v vseh jezikih, tudi v angleščini. Če torej naključno naletimo na „Lyrics to Rock-a-bye Baby”, a nimamo pojma o glasbi ali okoliščinah, bi ta pesmica lahko izzvenela dokaj surovo; glasi pa se: 
| „Lyrics to Rock-a-bye Baby”                                                         | Uspavanka otročičku                                                      |
| ----------------------------------------------------------------------------------- | ------------------------------------------------------------------------ |
| When the bough breaks, the crady will fall and down will come baby, cradle and all. | Ko se veja zlomi, bo padel norec in dol bo prišel otrok, zibelka in vse. |

„Sitz“ te pesmi je pojasnilo, da je to uspavanka, ki poskuša otroka uspavati. Zato bi lahko to vednost uporabili za domnevo, da je bila pesem zapeta tiho in občutljivo. Našim neangleškim ušesom pa taka razlaga ni zadosti, saj ta "mila uspavanka" zveni neverjetno trdo; nekako v duhu brezčutne „Noči čarovnic“ ali „Halloweena, kajti vsebina te uspavanke je surovo poganska, in ni jasno, kdo bi mogel kaj takega peti "nežno in občuteno".